# ارل کاردیگان
سپهبد جیمز برودنل هفتمین ارل کاردیگان (James Thomas Brudenell, 7th Earl of Cardigan) در ۱۶ اکتبر ۱۷۹۷ در باکینگهام‌شر متولد شد. وی یکی از افسران ارتش بریتانیا در جنگ کریمه بود که فرماندهی سواره‌نظام سبک را برعهده داشت. بیشتر شهرت وی به خاطر رهبری سواره نظام سبک ارتش بریتانیا در جنگ کریمه و رهبری حمله لایت بریگید در خلال نبرد بالاکلاوا است. در طول زندگی خود در سیاست و حرفه نظامی طولانی اش، او دارای شخصیتی اشرافی، مغرور و غیر معقول بود. گرچه او در زمان فرماندهی اش عدم صلاحیت خود را ثابت کرده بود ولی رفتار سخاوتمندانهٔ او با مردان تحت فرمانش و شجاعت مثال زدنی اش موجب پیشرفت برودنل در ارتش شد. او به عنوان یکی از اعضای اشرافی، با هرگونه اصلاحات سیاسی در انگلیس به‌طور جدی و استوار مخالف بود، اما در آخرین سال زندگی اش ابراز پشیمانی کرد و اعتراف کرد که چنین اصلاحاتی برای همه قشرها ی جامعه سود خواهد داشت.

## زندگی

### اوایل زندگی
جیمز برودنل در سال ۱۷۹۷ در هامبلدن، باکینگهام‌شر و در یک خانه نسبتاً بزرگ متولد شد. پدر وی رابرت برودنل و مادرش پنلوپه برودنل (کنتس کاردیگان) بود. در فوریه ۱۸۱۱، پدرش به مقام ارل کاردیگان نایل شد. بدین ترتیب خانوادهٔ وی دارای ملک‌های عظیم، درآمدی زیاد و جایگاهی والا در منطقه نورث‌همپتون‌شر شد. به همین خاطر جیمز در سن چهارده سالگی به مقام ((لرد برودنل)) رسید و در بسیاری از خاندان‌های مشهور محترم شمرده می‌شد.
زمانی که او در مدرسه هارو تحصیل می‌کرد، خانواده اش از این می‌ترسیدند که صدمه ای که به سر او در دوران کودکی در اثر سقوط از اسب وارد شده بود به ذهن او آسیب جدی رسانده باشد. با این حال وی در آموختن زبان‌های یونانی و لاتین استعداد نشان داد.